# کوه رووش
کوه رووش از جمله قله‌های رشته‌کوه زاگرس در بخش شمالی آن است که در ۵ کیلومتری جنوب غربی شهر سقز واقع شده‌است و ارتفاع آن ۲۳۳۷ متر از سطح دریا است. از روستاهای اطراف آن می‌توان به خیدر، قشلاق قاضی، هیجانان و سرتکلتو اشاره کرد.
هر ساله و در طول فصل‌های مختلف، کوهنوردان زیادی از شهرهای مختلف جهت صعود به قلهٔ این کوه به دامنهٔ آن رفته و اتراق می‌کنند.

## زیست‌بوم
در این کوه حیواناتی نظیر گرگ و روباه و خرگوش زندگی می‌کنند و از لحاظ پوشش گیاهی می‌توان به گون، بادام کوهی و زالزالک اشاره کرد و در فصل بهار ریواس و قارچ به وفور یافت می‌شود. این کوه از لحاظ منابع آبی کاملاً غنی می‌باشد و در ۴ فصل کوهنوردان از چشمه‌های پرآب آن استفاده می‌نمایند. به همین دلیل کوه روش در بعضی از نقشه‌ها از آن به انبار آب نام می‌برند. با توجه به نقشهٔ پوشش گیاهی ایران در سال ۱۳۷۱ (مقیاس ۱:۹٬۰۰۰٬۰۰۰) این ناحیه دارای مراتع درجه یک و متوسط است.

## مسیر صعود به قله
مسیرهای معمول این کوه مسیر خیدر و مسیر هیجانان است. طولانی‌ترین مسیر آن مسیر هیجانان است که در قسمت‌هایی از آن تقریباً در حد صخره‌نوردی و به صورت دست به سنگ باید صعود نمود. برای صعود به این کوه می‌بایست آمادگی فیزیکی مناسبی داشت چرا که در مواردی کوهنوردان دچار مشکلات جسمانی شده‌اند.
در قلهٔ این کوه ستونی قرار دارد که جمعی از پیشکسوتان شهرستان سقز به پاسداشت و گرامی داشت یاد و خاطره کوهنورد فقید محمد اوراز بنا نموده‌اند.